# Mariner's Temple
Mariner's Temple  es una iglesia bautista evangélica ubicada en Nueva York, Nueva York.  Mariner's Temple se encuentra inscrito  en el Registro Nacional de Lugares Históricos desde el 16 de abril de 1980. Ella está afiliada a las Iglesias Bautistas Americanas USA. 

## Historia
La Iglesia fue establecida en 1795 como Oliver Street Baptist Church. El edificio fue inaugurado en 1845. La Reverenda Dra. Henrietta Carter se convirtió en Pastora en 1998.

## Creencias
La Iglesia tiene una confesión de fe bautista y es miembra de las Iglesias Bautistas Americanas USA.